# Poslanecká sněmovna (Restaurace Bourbonů)
Poslanecká sněmovna (francouzsky Chambre des députés), oficiálně Poslanecká sněmovna departementů (Chambre des députés des départements) podle přesného znění tohoto shromáždění v ústavní listině z roku 1814 byla dolní komora francouzského parlamentu. Do sněmovny se volilo na základě volebního censu.

## Dějiny
Sněmovna byla ustavena dne 4. června 1814 ze členů dosavadního zákonodárného sboru císařství a původně měla 237 členů. Dne 20. března 1815 na začátku Sta dnů, byla rozpuštěna a v červnu dočasně nahrazena Sněmovnou reprezentantů.
Po návratu Ludvíka XVIII. získali ve volbách konaných 14. a 22. srpna ultraroyalisté většinu 350 křesel ze 400. Král sněmovnu bonmotem označoval za chambre introuvable. Tuto sněmovnu 5. září 1816 rozpustil a 25. října ve volbách zvítězili umírnění monarchisté.
Poslanci byli zprvu voleni na pět let a sněmovna se obnovovala po pětinách. Na základě zákona z 9. června 1824 se jejich mandát prodloužil na sedm let.